# Czondoistyczna Partia Czongu
Partia Czondoistyczna (kor. 조선천도교청우당, transl. Ch'ŏngu) – jedna z 3 legalnych partii politycznych w Korei Północnej zrzeszająca wyznawców czondoizmu. Powstała 5 lutego 1946 roku, a od 22 czerwca 1946 należy do zjednoczonego frontu sprawującego władzę nad Koreą Północną. Partia ta pozostaje w cieniu Partii Pracy Korei i ma niewielki wpływ na politykę kraju. Do swojej śmierci w 2016 roku sekretarzem generalnym była uciekinierka z Korei Południowej - Ryu Mi Yong. W Najwyższym Zgromadzeniu Ludowym ma 22 przedstawicieli.